# Stierlings specht
De Stierlings specht (Dendropicos stierlingi) is een vogel uit de familie Picidae (spechten).

## Verspreiding en leefgebied
Deze soort komt voor in zuidelijk Tanzania, zuidelijk Malawi en noordwestelijk Mozambique.